# McLaren MP4-23
El McLaren MP4-23 fue el monoplaza de Fórmula 1 utilizado por el equipo Vodafone McLaren-Mercedes durante la temporada 2008 de Fórmula 1. Se presentó en el Museo del deporte del motor de Mercedes-Benz en Stuttgart el 7 de enero de 2008, y que tuvo su primera aparición en el Circuito de Jerez el 9 de enero de 2008 a manos de Pedro Martínez de la Rosa. El coche ganó el campeonato mundial de pilotos de 2008 a manos de Lewis Hamilton, pero terminó segundo en el campeonato de constructores, que fue ganado por Ferrari. El coche, junto con sus rivales durante la temporada, marcó el final de una era de apéndices aerodinámicos complejos en la carrocería, que serían prohibidos para la temporada 2009.

## Desarrollo
Tras el escándalo del espionaje de la temporada anterior, el MP4-23 estaba sujeto a la inspección de la FIA antes del inicio de la temporada de 2008, para determinar si alguna propiedad intelectual de Ferrari estaba en el coche, pero tras la aclaración del asunto, la FIA lo dio por zanjado. 
Las revisiones sobre el MP4-22 incluyen una mayor distancia entre ejes, la eliminación de los "winglets" megáfono de la caja de aire y un nuevo alerón trasero que difería tanto en el perfil principal como en sus placas terminales. En los entrenamientos lirbes del Gran Premio de Alemania, el coche recibió una cubierta de motor de tipo "aleta de tiburón", al estilo de los Renault R28 y Red Bull RB4, pero no volvió a ser utilizada.
En el Gran Premio de Hungría, se añadieron algunas nuevas piezas aerodinámicas, incluyendo las "orejas de dumbo" en la nariz, similar a las utilizadas por Honda en el RA108.

## Resultados

### Fórmula 1
(Clave) (negrita indica pole position) (cursiva indica vuelta rápida)

| Año  | Motor                  | Neu. | N.º | Pilotos           | 1   | 2   | 3   | 4   | 5   | 6   | 7   | 8   | 9   | 10  | 11  | 12  | 13  | 14  | 15  | 16  | 17  | 18  | Puntos | Pos. |
| ---- | ---------------------- | ---- | --- | ----------------- | --- | --- | --- | --- | --- | --- | --- | --- | --- | --- | --- | --- | --- | --- | --- | --- | --- | --- | ------ | ---- |
| 2008 | Mercedes FO108T 2.4 V8 | B    |     |                   | AUS | MYS | BHR | ESP | TUR | MON | CAN | FRA | GBR | GER | HUN | EUR | BEL | ITA | SIN | JPN | CHN | BRA | 151    | 2º   |
| 2008 | Mercedes FO108T 2.4 V8 | B    | 22  | Lewis Hamilton    | 1   | 5   | 13  | 3   | 2   | 1   | Ret | 10  | 1   | 1   | 5   | 2   | 3   | 7   | 3   | 12  | 1   | 5   | 151    | 2º   |
| 2008 | Mercedes FO108T 2.4 V8 | B    | 23  | Heikki Kovalainen | 5   | 3   | 5   | Ret | 12  | 8   | 9   | 4   | 5   | 5   | 1   | 4   | 10  | 2   | 10  | Ret | Ret | 7   | 151    | 2º   |